# 本間博夫
本間 博夫（ほんま ひろお、1945年7月29日 - ）は日本の経営者。不二越の代表取締役会長。元日本ベアリング工業会会長。

## 経歴
- 青山学院大学経営学部卒
- 昭和45年（1970年）4月 入社
- 平成11年（1999年）12月 東日本支社長
- 平成13年（2001年）2月 取締役
- 平成14年（2002年）7月 常務取締役
- 平成16年（2004年）2月 取締役副社長
- 平成21年（2009年）
  - 2月 取締役社長兼COO
  - 12月 取締役社長
  - 井村健輔の後継として、社長就任となった。
- 平成22年（2010年）5月 日本ベアリング工業会会長[2]
- 平成29年（2017年）2月 代表取締役会長[1][3]

## 問題発言
2017年7月5日、不二越は富山市で開いた決算発表時に、同年8月に本社を富山・東京の2本社制から東京に一本化し、富山市の本店も2018年に東京に移転する方針を公表した。この記者会見後において本間会長は、「（不二越創業の地であるものの）富山県出身者の人間は閉鎖された考え方が非常に強い」「極力採用しない」旨を発言し、富山労働局から公正な採用選考が損なわれるおそれがあり不適切な発言と指摘された。地元の経済界やメディア、自治体からも批判が相次いだ。
本間会長は同年7月25日、発言を不適切として謝罪コメントを発表した。不二越自体はこれに先立つ同年7月13日、採用は人物本位で分け隔てなく行っていると説明していた。